# Дешково (деревня, Тверская область)
Дешково  — деревня в Андреапольском районе Тверской области. Входит в Торопацкое сельское поселение.

## География
Расположена примерно в 15 верстах к северо-западу от города Андреаполь на берегу озера называемого Жаберы, Жаберка или Дешковское.

## История
В конце XIX — начале XX века деревня входила в Торопецкий уезд Псковской губернии..

## Население
| 2002 | 2010 |
| ---- | ---- |
| 0    | →0   |